# Consolida pusilla
Consolida pusilla är en ranunkelväxtart som först beskrevs av Jacques-Julien Houtou de La Billardière, och fick sitt nu gällande namn av Schröd.. Consolida pusilla ingår i släktet åkerriddarsporrar, och familjen ranunkelväxter. Inga underarter finns listade i Catalogue of Life.